# Pandoravírus
Pandoravírus ou vírus gigante é um gênero de vírus muito grande, com genomas muito maiores do que os de qualquer outro tipo conhecido de vírus (mais de 200 nanômetros). Tal como os de outros vírus muito grandes o mimivírus e o 
megavírus, o pandoravírus infecta amebas, mas seu genoma, contendo 1,9 a 2,5 megabases de ADN, está na ordem de duas vezes maior que o megavírus e difere enormemente de outros grandes vírus na aparência e na estrutura genética 
Ao contrários dos vírus normais, visíveis apenas por meio de microscópio eletrônico, os pandoravírus são observáveis através de microscópios óticos.

## Histórico
O primeiro desses vírus foi descoberto no ano de 2003, com a descrição do mimivírus; mas o termo pandoravírus somente veio a ser cunhado dez anos depois, com a descoberta de outro espécime nos pântanos de Tunquén, no Chile, com o vírus salinus; segundo o professor da Universidade de Aix-Marselha, Bernard La Scola, o nome se deu "em referência à 'caixa de Pandora', uma caixa misteriosa da qual se fala na mitologia grega. Foi chamado assim porque seu genoma codifica 80% de proteínas completamente desconhecidas que compõem esse tipo de vírus, o que faz dele uma caixa cheia de surpresas".
A descoberta do pandoravírus, por uma equipe de cientistas franceses liderados por Jean-Michel Claverie e sua esposa Chantal Abergel, foi anunciada em um relatório na revista "Science" em julho de 2013.  O mimivírus, com um tamanho de genoma de cerca de 1,1 megabase, foi descoberto em 1992, mas não foi reconhecido como um vírus até 2003 . O megavírus, descoberto em 2011, tem um tamanho de genoma de cerca de 1,3 megabase . A descoberta de megavírus induziu uma busca por outros tipos de vírus grandes infectantes de ameba, o que levou à descoberta de dois tipos de pandoravírus, um na água do mar extraída da costa do Chile, com um tamanho de genoma de 2,5 megabase, o outro na água de uma lagoa de água doce na Austrália, com o tamanho do genoma 1,9 megabase. 

## Descrição e dúvidas de classificação
Os pandoravírus têm um tamanho de cerca de 1 mícron e a forma parecida com a de uma gota, assemelhando-se a alguns tipos de bactérias. Seus genomas contém mais de 100 genes distintos e são radicalmente diferentes dos de quaisquer outros organismos conhecidos. 
Estudos realizados em 2020 identificaram que muitos desses vírus eram capazes de produzir uma membrana, o que somente seria possível de o vírus fosse capaz de produzir sua própria energia (o que faria com que viesse a deixar de ser caracterizado como vírus); os vírus gigantes também são atacados por outros vírus menores, o que reforçaria essa hipótese de que seria capaz de produzir sua própria energia; a suspeita foi reforçada com a descoberta de que os pandoravírus possuem um "gradiente elétrico"; nas palavras do professor La Scola, "A produção de energia está associada ao mundo celular vivo, mas certamente não a vírus que, por definição, não são considerados seres vivos, porque parasitam um organismo e exploram seu metabolismo energético para se replicar".
Assim, essa categoria poderia pertencer a uma nova classificação biológica, ainda inexistente; muitos cientistas, contudo, se mantêm céticos quanto a isso.